# Rickettsia
Rickettsia (укр. Рике́тсія) — рід нерухомих, грам-негативних, не формуючих спори, надзвичайно плеоморфних бактерій родини Rickettsiaceae, які можуть мати форму коків (близько 0,1 μм у діаметрі), паличок (1-4 μм завдовжки) або ниток (близько 10 μм завдовжки). Rickettsia — облігатні внутрішньоклітинні паразити, тобто їх зростання відбувається в межах цитоплазми еукаріотичних клітин-хазяїв (зазвичай епітеліальних клітин). Через це представники роду Rickettsia не можуть зростати на штучних поживних середовищах, які використовують для культивації інших бактерій. Подібно до вірусів, вони ростуть тільки в живих клітинах, тому їх вирощують або в культурах тканин, або ембріонних клітинах (зазвичай, використовують курячі ембріони). 
У минулому рикетсій вважали особливими мікроорганізмами, які розміщені десь між вірусами й справжніми бактеріями. Більшість представників рикетсій чутливі до антибіотиків групи тетрацикліну, зокрема, до доксицикліну.
Види Rickettsia переносять комахи — кліщі, блохи й воші. Представники роду Rickettsia спричинюють такі інфекційні хвороби, як епідемічний висипний тиф і хворобу Брілла-Цінссера, везикульозний рикетсіоз, марсельську гарячку, плямисту гарячку Скелястих Гір і ендемічний висипний тиф у людей. Вони також пов'язані з рядом хвороб рослин. Назву Rickettsia часто використовують для будь-якого представника Rickettsiales. Вважають, що вони є найближчими живими родичами бактерій, від яких походить органела мітохондрія, наявна в більшості еукаріотичних клітин.